# Władysław Rzymski
Władysław Mieczysław Rzymski (ur. 1944, zm. 5 grudnia 2021) – polski specjalista w zakresie chemii i technologii polimerów, prof. dr hab. inż.

## Życiorys
30 grudnia 2009 uzyskał tytuł profesora nauk technicznych. Został zatrudniony na stanowisku profesora zwyczajnego w Instytucie Technologii Polimerów i Barwników na Wydziale Chemicznym Politechniki Łódzkiej.
Był prezesem Rady Szkolnictwa Wyższego i Nauki Związku Nauczycielstwa Polskiego, przewodniczącym rady naukowej w Instytucie Przemysłu Skórzanego i członkiem rady naukowej w Instytucie Przemysłu Gumowego "Stomil" i Ośrodka Badawczego i Rozwojowego Kauczuków i Tworzyw Winylowych.

## Odznaczenia i wyróżnienia
- Złoty Medal za Długoletnią Służbę (2012)[5]
- Złota Odznaka ZNP
- Medal 100-lecia ZNP
- Medal Komisji Edukacji Narodowej
- Odznaka za 50 lat przynależności do ZNP
- Tytuł Honorowego Prezesa ZNP[6]